# Франсис Лемарк
Франси́с Лема́рк (фр. Francis Lemarque, при рождении Натан Корб — фр. Nathan Korb; 25 ноября 1917 — 20 апреля 2002) — французский певец и композитор.

## Биография

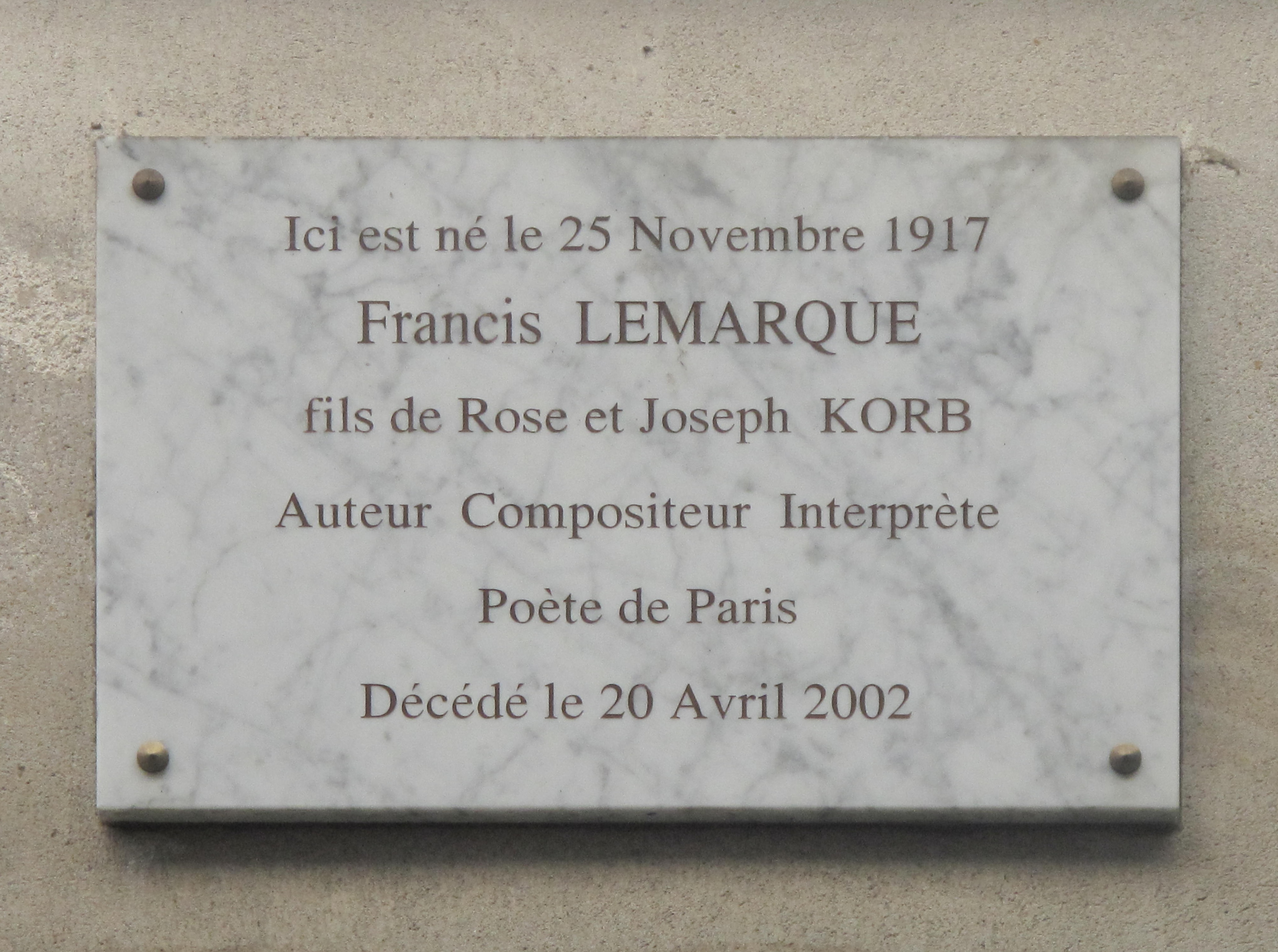
Мемориальная доска на доме, где родился и вырос будущий артист

Натан Корб, будущий Франсис Лемарк, родился в Париже на улице де Лапп, в доме № 51 в маленькой двухкомнатной квартире на втором этаже 25 ноября 1917 года в семье польско-литовских еврейских иммигрантов, которые прибыли во Францию за несколько лет до этого, спасаясь от погромов. Отец Жозеф Корб — польский еврей, дамский портной, прежде чем прибыть во Францию, дезертировал из царской армии, куда был призван насильно, умер от туберкулёза в 1933 году. Мать Роза Корб (урождённая Эйдельман) — литовская еврейка, родилась 15 января 1893 года в Солоках (Ковенская губерния), стала жертвой Холокоста. Натан был средним ребёнком в семье, старший брат — Морис, младшая сестра — Рахиль.
В 11 лет ему пришлось покинуть школу, чтобы пойти работать на завод. В 1934 году вместе с братом Морисом организовал музыкальный дуэт, в котором выступал в парижских кабаках до войны. В 1934 году вовремя забастовок и в 1936 году в ходе предвыборной борьбы, братья выступали на заводах, агитируя за «Народный фронт». С началом Странной войны Морис был призван в армию, а в 1940 году на фронт отправился и сам Натан, где был зачислен в концертную бригаду. После падения Франции, уехал жить в «свободную зону», где в Марселе познакомился с Жаком Канетти, который впоследствии станет его продюсером, тогда же и появился псевдоним Франсис Лемарк. Далее последовали гастроли по Северной Африке, в том числе дуэтом с гитаристом Джанго Рейнхардтом. В июне 1943 года его мать арестовали в Марселе и отправили через Дранси в Освенцим, где она скончалась. Верный своему коммунистическому идеалу, после этого он вступил в партизанский отряд маки́, был взят в плен, провёл несколько месяцев в заключении. После освобождения, вступил в действующую армию, принял участие в боях на линии Зигфрида, Эльзасско-Лотарингской операции, Кольмарской операции в составе 12-го драгунского полка, в звании лейтенанта.
После войны он продолжил выступления на парижских сценах, где познакомился с Ивом Монтаном, с которым у него завязались дружеские отношения, продлившиеся многие годы. Эти годы также ознаменовались их тесным сотрудничеством, которое благодаря Лемарку пополнило репертуар Монтана тремя десятками песен. Тема Парижа и аккордеон были неотъемлемой составляющей почти всех произведений Франсиса Лемарка в его творчестве, а песня «À Paris» стала его визитной карточкой и своеобразным музыкальным символом французской столицы.
В 1952 году, в самый разгар Индокитайской войны, им была написана и спета антивоенная антиколониальная песня Quand un soldat, которая вызвала большой скандал и была запрещена цензурой. В 1969 году он участвовал в создании ассоциации Франко-корейской дружбы, которая поддерживает связи с КНДР.
В 1982 году снялся в единственном для себя кинофильме «Необходимая самооборона» в роли Люсьена Модо. Свой последний концерт Лемарк дал в 2001 году, а спустя год скоропостижно скончался в своём доме в Сен-Мор-де-Фоссе в возрасте 84 лет. Шансонье был похоронен в Париже на кладбище Пер-Лашез рядом с Ивом Монтаном.

## Дискография
- À Paris — 1949
- Bal, petit bal — 1949
- Bois de Boulogne (Patins à roulettes) — 1951
- Le petit cordonnier — 1953
- Toi, tu n’ressembles à personne — 1953
- Mon copain d’Pékin −1955
- La grenouille — 1955
- Seul un homme peut faire ça — 1956
- L’air de Paris — 1957
- Marjolaine — 1957
- L’assassin du dimanche — 1958
- Les fleurs et l’amour — 1958
- Le temps du muguet — 1959
- Une rose rouge — 1960